# Peristethium lamprophyllum
Peristethium lamprophyllum är en tvåhjärtbladig växtart som beskrevs av Kuijt. Peristethium lamprophyllum ingår i släktet Peristethium och familjen Loranthaceae. Inga underarter finns listade i Catalogue of Life.